# Tim Ole Naske

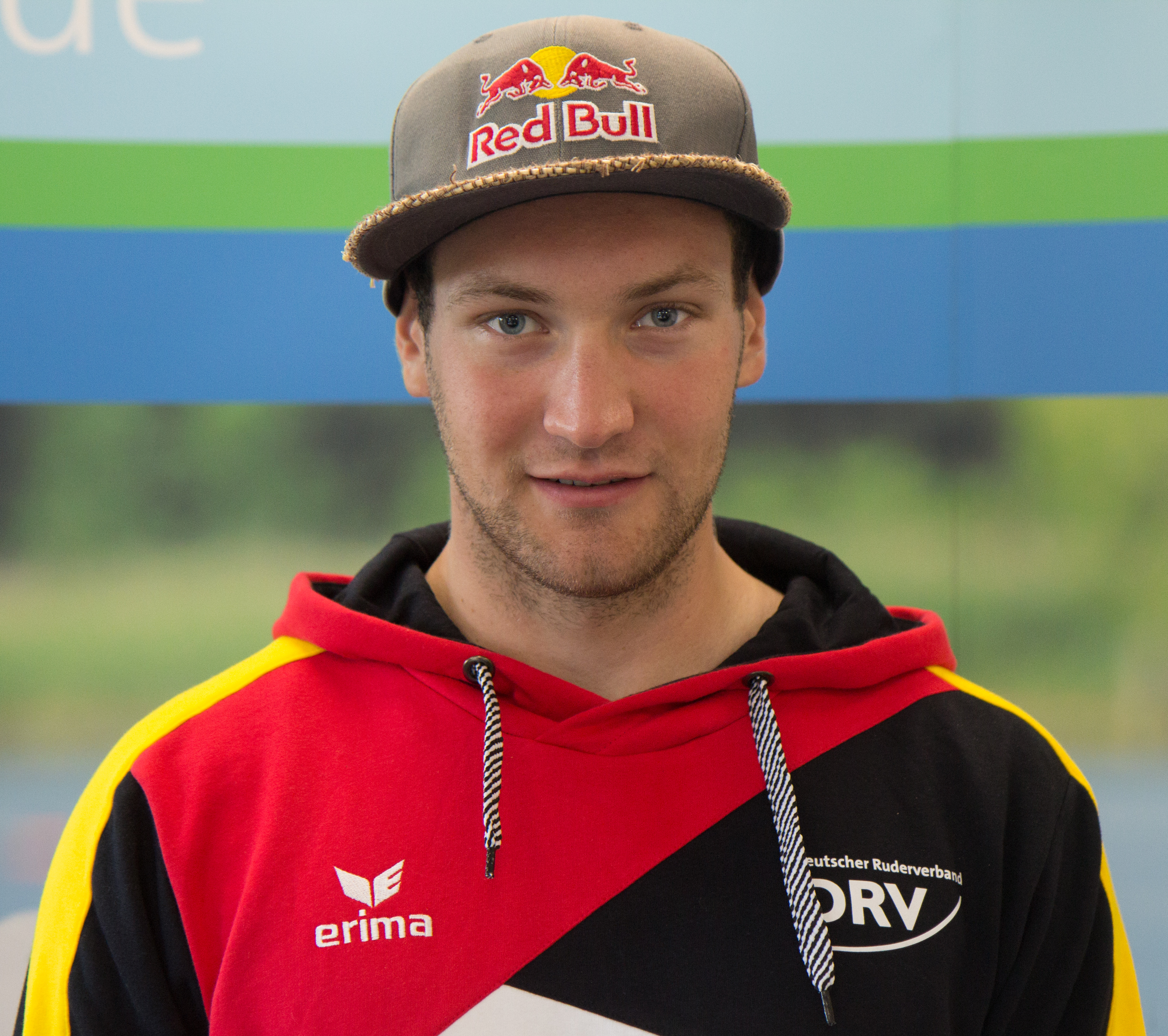
Tim Ole Naske, 2017

Tim Ole „TOle“ Naske (* 26. April 1996 in Hamburg) ist ein deutscher Ruderer. Er war deutscher Meister im Einer der Jahre 2017 und 2018.

## Leben
Tim Ole Naske begann das Rudern im Alter von zehn Jahren. Seine ehemalige Sportlehrerin Christiane Weber hatte für die Ruder-AG an seiner Grundschule geworben. Naske gewann bei den Junioren-Weltmeisterschaften 2013 zusammen mit Philipp-André Syring im Doppelzweier den Weltmeistertitel im Juniorenbereich. Im folgenden Jahr startete er im Einer. Bei den Junioren-Weltmeisterschaften 2014 gewann er mit über 20 Sekunden Vorsprung und auch bei den Olympischen Jugendspielen in Nanjing belegte er den ersten Platz. 2015 gewannen Stephan Riemekasten und Naske den Meistertitel im Doppelzweier bei den U23-Weltmeisterschaften. Ein Jahr später gewann er den U23-Weltmeistertitel in Rotterdam im Einer.
Das Jahr 2017 begann mit einem Sieg bei den Deutschen Kleinbootmeisterschaften im Einer. Bei den Europameisterschaften konnte er das A-Finale erreichen und belegte dort den fünften Platz. Bei den Weltmeisterschaften im selben Jahr qualifizierte sich Naske ebenfalls für das A-Finale und wurde am Ende sechster. 2018 wiederholte er seinen Sieg bei den Deutschen Meisterschaften und verwies Stephan Krüger und Oliver Zeidler auf die Plätze zwei und drei. Beim zweiten und dritten Weltcuprennen 2018 trat er im Einer an und erreichte einen zweiten und einen sechsten Platz. Für die Weltmeisterschaften wurde er allerdings nicht nominiert, da Oliver Zeidler der Vorrang im Einer gegeben wurde. Beim Deutschen Meisterschaftsrudern 2019 zog Naske sich verletzungsbedingt nach dem Viertelfinale zurück. Den Rest des Jahres ruderten er und Stephan Krüger im Doppelzweier. Bei der Internationalen Wedau-Regatta setzten sie sich im DRV-internen Duell gegen Timo Piontek und Lars Hartig durch. Bei den Europameisterschaften 2019 verpassten Krüger und Naske den Einzug ins A-Finale. Anschließend konnten sie jedoch das B-Finale gewinnen. Im zweiten und dritten Weltcuplauf erzielten beide einen dritten und einen fünften Platz. Bei den Weltmeisterschaften verpassten Krüger und Naske erneut das A-Finale und qualifizierten den deutschen Männerdoppelzweier für die Olympischen Spiele 2020 mit einem zehnten Platz. Im durch die Covid-19-Pandemie geprägten Jahr 2020 trainierte Naske im Doppelvierer. Die Mannschaft Hans Gruhne, Karl Schulze, Max Appel und Naske belegte bei den Europameisterschaften den sechsten Platz im elf Boote starken Feld. Bei den Olympischen Spielen in Tokio belegte der deutsche Doppelvierer den achten Platz.
Nach einem schwächeren Jahr 2022 erreichte Naske bei den Weltmeisterschaften 2023 mit dem deutschen Doppelvierer in der Besetzung Anton Finger, Max Appel, Tim Ole Naske und Moritz Wolff den sechsten Platz und damit die direkte Olympiaqualifikation. Bei den Olympischen Spielen 2024 in Paris überquerte die Crew als Fünfte die Ziellinie.
Naske ist 1,83 m groß und wiegt 87 kg. Er startet für die RG Hansa Hamburg und studiert Rechtswissenschaft an der Universität Hamburg.

## Internationale Erfolge
- 2013: 1. Platz Junioren-Weltmeisterschaften im Doppelzweier
- 2014: 1. Platz Junioren-Weltmeisterschaften im Einer
- 2014: 1. Platz Olympische Jugendspiele im Einer
- 2015: 1. Platz U23-Weltmeisterschaften im Doppelzweier
- 2016: 1. Platz U23-Weltmeisterschaften im Einer
- 2017: 5. Platz Europameisterschaften im Einer
- 2017: 6. Platz Weltmeisterschaften im Einer
- 2019: 10. Platz Weltmeisterschaften im Doppelzweier
- 2020: 6. Platz Europameisterschaften im Doppelvierer
- 2021: 8. Platz Olympische Spiele im Doppelvierer
- 2023: 8. Platz Europameisterschaften im Doppelvierer
- 2023: 6. Platz Weltmeisterschaften im Doppelvierer
- 2024: 5. Platz Olympische Spiele im Doppelvierer